# Juan Bosch (regista)
Juan Bosch, noto anche come Joan Bosch Palau o John Wood (Valls, 31 maggio 1925 – Barcellona, 17 novembre 2015), è stato un regista e sceneggiatore spagnolo.
Nel 1946, mentre collaborava per la realizzazione del film Las aventuras del capitán Guido, si trasferì in Marocco per prestare il servizio militare. Rientrato a Madrid, lavorò come sceneggiatore con Antonio del Amo.

## Filmografia
- Sendas marcadas (1957)
- Huellas del destino (1957)
- A sangre fría (1959)
- El último verano (1961)
- Regresa un desconocido (1961)
- Bahía de Palma (1962)
- Sol de verano (1963)
- El castigador (1965)
- El terrible de Chicago (1967)
- La viudita ye-yé (1968)
- Chico, chica, ¡boom! (1969)
- Investigación criminal (1970)
- Prima ti perdono... poi t'ammazzo (La diligencia de los condenados) (1970)
- Sei già cadavere amigo... ti cerca Garringo (Abre tu fosa, amigo... llega Sábata) (1970)
- I corvi ti scaveranno la fossa (Los buitres cavarán tu fosa) (1971)
- Dio in cielo... Arizona in terra (Una bala marcada) (1972)
- Domani passo a salutare la tua vedova... parola di Epidemia (Tu fosa será la exacta... amigo) (1972)
- Lo credevano uno stinco di santo (La caza del oro) (1972)
- Quel ficcanaso dell'ispettore Lawrence (Los mil ojos del asesino) (1974)
- Le calde labbra del carnefice (La muerte llama a las diez) (1974)
- Le notti di Satana (Exorcismo) (1975)
- Il mio nome è Scopone e faccio sempre cappotto (1975)
- Mauricio, mon amour (1976)
- La dudosa virilidad de Cristóbal (1977)
- La notte rossa del falco (La ciudad maldita) (1978)
- La signora ha fatto il pieno (Es pecado... pero me gusta) (1978)
- La puñeta - 40 anni di sesso (Cuarenta años sin sexo) (1979)
- La moglie dell'amico è sempre più buona (Los locos vecinos del 2º) (1980)
- Caray con el divorcio (1982)
- Una Rolls per Ippolito (Un Rolls para Hipólito) (1982)
- Especulació del sòl (1982)